# Jestřebí (district de Šumperk)
Pour les articles homonymes, voir Jestřebí.
Jestřebí (en allemand : Groß Jestreby) est une commune du district de Šumperk, dans la région d'Olomouc, en République tchèque. Sa population s'élevait à 685 habitants en 2023.

## Géographie
Jestřebí se trouve à 4 km au sud de Zábřeh, à 16 km au sud-ouest de Šumperk, à 40 km au nord-est d'Olomouc et à 176 km à l'est de Prague.

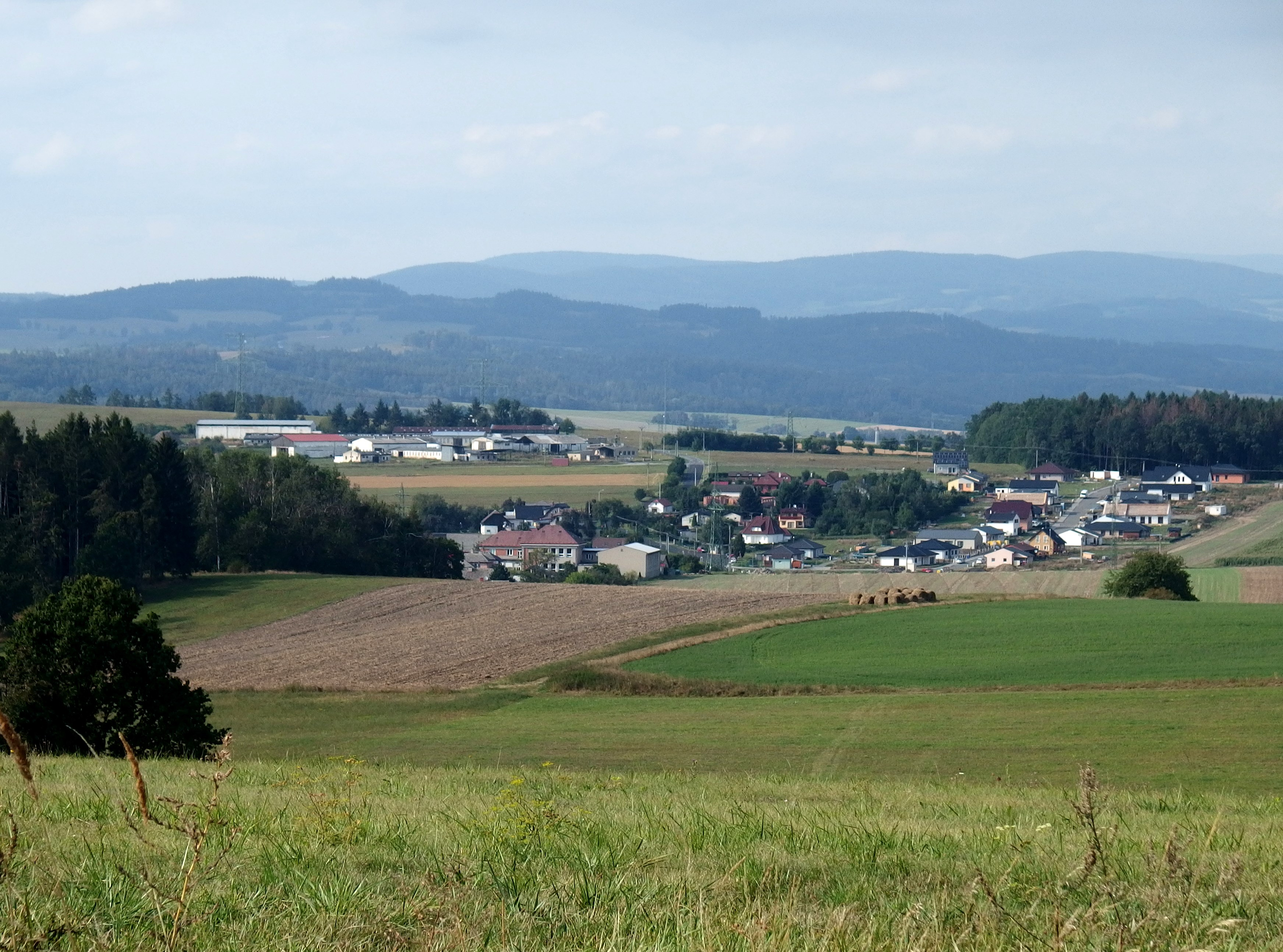
Jestřebí : vue générale.

La commune est limitée par Zábřeh au nord, par Rájec et Zvole à l'est, par Lukavice, Mohelnice et Krchleby au sud, par Dolní Bušínov (un quartier exclavé de Zábřeh) et Nemile à l'ouest.

## Histoire
La première mention écrite du village date de 1273.

## Administration
La commune se compose de trois sections :
- Jestřebí
- Jestřebíčko
- Pobučí

## Transports
Par la route, Jestřebí se trouve à 5,3 km de Zábřeh, à 19 km de Šumperk, à 45 km d'Olomouc et à 215 km de Prague.